# 星野聖山
星野 聖山（ほしの せいざん、1955年5月5日 - ）は群馬県出身、本名 明。日本の書家。

## 経歴
慶應義塾大学文学部を卒業。在学中から同大、高橋正彦教授に師事し古文書学、書道史を学ぶ。書を日展会員明石春浦に師事。
（一財）毎日書道会に所属し書作活動をする。また月刊書道研究誌『聖筆』を刊行し全国の書学者に向けて書道の普及を行っている。
1978年 書道研究聖筆会を設立

1987年 毎日書道展会員

1990年 能楽喜多流免許状筆者となる

1992年 慶應義塾大学講師となり書道理論、書道実技を担当(〜2020年)

1995年 月刊書道研究誌『聖筆』を創刊

　　　  同誌の主な執筆者は慶應義塾大学教授高橋正彦、同じく教授石川透、新潟大学教授岡村浩

　　      新潟大学講師計良袖石、書学書道史学会会員今成清泉等である

2004年 群馬書道奨励賞受賞

2006年 星野聖山書作展開催

2008年 山崎種二記念特別賞受賞

2009年 一般社団法人 群馬県書道協会理事

2010年 第61回 毎日書道展会員賞受賞

2011年 毎日書道展審査会員となる

2012年 上州観音霊場三十三ヶ所大看板謹書

2013年 世界ギャラリーグランプリ美術選奨（アートジャーナル）

　　　  現代の書選抜100人新春展（毎日書道会主催）

2014年 『墨』「現代墨場必携いつも心にある言葉」作品揮毫

2015年 高野山開創1200年記念奉献書

　　　  現代の書選抜100人新春展出展（毎日書道会主催）

2017年 現代の書選抜100人新春展出展（毎日書道会主催）

2018年 第21回群馬書道大賞受賞

　　　  硯心書会三人展（セントラルミュージアム銀座）

2019年 星野聖山展（妙義山麓美術館）
2019年　現代の書選抜100人新春展出品(毎日書道会主催)
2019年　グッドデザインぐんま選定商品タイトル制作(旅がらす本舗商品)
2021年　日本の書展出品（全国書美術振興会）
　　　　  現代の書選抜100人新春展出品
2022年　 毎日書道展会員賞選考委員
　　　　  一般社団法人  群馬県書道協会副会長　 
2023年　 現代の書選抜100人新春展出品 
2024年　 毎日書道展運営委員当番審査員
2025年　 現代の書選抜100人新春展出品
　　　　  第76回毎日書道展会員賞選考委員
　　　　  群馬県総合表彰受賞
　　　　  一般財団法人 毎日書道会評議員となる

## 職歴
- 前慶應義塾大学講師
- 公益社団法人　全日本書道連盟正会員
- 毎日書道展審査会員
- 一般財団法人　毎日書道会評議員
- 一般社団法人　群馬県書道協会副会長
- 上毛書道30人展運営委員
- 群馬県展運営副委員長
- 一瀾書道会理事長
- 聖心書会代表
- 書道研究聖筆会会長
- 月刊書道研究誌『聖筆』主幹

## 著書、研究論文
- 『書林』書の精神と書学（匠出版）
- 『藝林齋主書作集』（上毛新聞社出版局）
- 『江戸時代における書の性格と意義』
- 『墨』半切ハンドブック王羲之編・楷書編・顔真卿 共著（芸術新聞社2016）
- 『墨』「顔真卿」で線を鍛えよう！分担執筆（芸術新聞社2017）
- 『墨』米芾の書技を学ぼう分担執筆（芸術新聞社2017）